# Império Rubro-Negro (escola de samba)
O Grêmio Recreativo Escola de Samba Império Rubro-Negro foi uma escola de samba da cidade do Rio de Janeiro, fundada em 2013 e que desfilou em 2014 no lugar do Império da Praça Seca. Foi uma escola de samba de curta existência, pois durou menos de um ano, desfilando apenas uma vez. Apesar da denominação, não possuía ligação com a torcida organizada de mesmo nome.

## História
O Império Rubro-Negro foi criado por integrantes da Raça Rubro-Negra, que possuíam o objetivo de ser uma escola de samba para torcedores do Flamengo. Apesar disso, a escola declarava não possuir nenhum vínculo formal com torcidas organizadas, sendo apenas uma forma de homenagear o Flamengo. Fundada em março de 2013, em abril a agremiação comprou o direito de desfile da Império da Praça Seca, que naquele período enfrentava problemas com a ocupação de sua comunidade por traficantes.
A apresentação oficial do Império Rubro-Negro somente se deu em 16 de agosto de 2013 numa cerimônia onde a bandeira da Praça Seca foi enrolada, inclusive com a presença de Clayton Ferreira, seu então presidente, dando lugar à bandeira da nova escola, sendo a cerimônia realizada no Clube dos Portuários, no bairro do Santo Cristo. Foram anunciados diversos nomes de sambistas famosos como integrantes da nova escola, entre os quais Mestre Odilon como padrinho da bateria, que seria comandada pelo mestre José Claudio Nada disso, no entanto, chegou a acontecer.
O enredo escolhido foi "As vozes da nação", numa referência à obra de diversos músicos que homenagearam o Flamengo em suas canções. 
No entanto, diversos problemas burocráticos atrapalharam a realização do seu Carnaval. Para que a nova escola obtivesse a vaga da Praça Seca mais facilmente, foi feita uma simulação de uma mudança de nome fantasia. De fato, o Império Rubro-Negro nem mesmo chegou a possuir um CNPJ próprio, já que utilizava provisoriamente a inscrição da Praça Seca. Mas seu quadro social era diverso do da escola da região de Jacarepaguá, uma vez que seus diretores nunca chegaram a entrar na ata da escola verde-e-branca, seus ensaios nunca foram realizados na quadra da Praça Seca, os patrimônios de ambas as agremiações nunca se confundiram e a grande maioria dos integrantes da Praça Seca nunca participou do Rubro-Negro, ainda que alguns dos componentes coincidissem, como por exemplo, o último carnavalesco da Praça Seca, Rodrigo Almeida, foi também o carnavalesco do Rubro-Negro.
Seu primeiro presidente foi Alesson Souza. Após alguns meses, esta foi transferida ao mestre-sala da Mangueira, Raphael Rodrigues De fato, a escola enfrentou problemas burocráticos ligados ao uso do CNPJ por duas entidades diferentes que tentavam simular serem a mesma coisa, bem como questões ligadas a cartas de crédito. Além disso, houve também dificuldade da nova agremiação em estabelecer uma comunidade que pudesse desfilar, o que tornou-se uma dificuldade ainda maior devido ao fato de a escola não possuir quadra, e realizar sua eliminatória de samba-enredo nas quadras da Acadêmicos da Abolição e Arrastão de Cascadura. Nessas eliminatórias, o samba vencedor foi o da parceria de Anderson Samara, filho do compositor do Império Serrano, Paulo Samara, falecido naquele ano. Como também assinava o samba do Favo de Acari, no mesmo grupo, o compositor usou um pseudônimo.
Devido a tais problemas, que levaram ao não pagamento integral do valor combinado, os integrantes da Raça Rubro-Negra que haviam comprado o direito de desfile, desfizeram o "negócio". No entanto, como não havia mais tempo de trazer a Praça Seca de volta à AESCRJ como associada, uma diretoria fantoche foi colocada no Império Rubro-Negro, com o objetivo de fazer a escola desfilar e assim segurar a vaga para o Carnaval de 2015 no mesmo grupo.
No dia do desfile, a agremiação, última a desfilar no domingo de Carnaval da Intendente Magalhães, pelo Grupo B , desfilou apenas para cumprir regulamento, contando com cerca de 70 pessoas. A única alegoria nem mesmo foi terminada e tampouco entrou na avenida.. Apenas 4 segmentos desfilaram: comissão de frente, bateria (sem fantasia), casal de mestre-sala e porta-bandeira e o time de canto. Ao obter o  13° e último lugar, foi rebaixada para o Grupo C, sendo definitivamente extinta, e cedendo lugar novamente à Praça Seca.

## Segmentos

### Presidentes
| Nome              | Mandato                          | Ref.  |
| ----------------- | -------------------------------- | ----- |
| Alesson Souza     | Março de 2013 - Dezembro de 2013 |       |
| Raphael Rodrigues | Dezembro de 2013-Março de 2014   | [ 6 ] |

### "Rainhas de bateria"
| Período | Nome   | Ref.  |
| ------- | ------ | ----- |
| 2014    | Dêivid | [ 6 ] |

## Carnavais
| Ano  | Colocação | Grupo | Enredo | Carnavalesco    | Ref.                                        |
| ---- | --------- | ----- | --- | --------------- | ------------------------------------------- |
| 2014 | 13º lugar | B     | As vozes da nação Compositores: Samarinha, Leo Guimarães, Ronaldo Nunes, Wagner R., Cristiano e Mesquita Intérprete:Anderson Bala | Rodrigo Almeida | [ 5 ] [ 8 ] [ 9 ] [ 10 ] [ 8 ] [ 9 ] [ 11 ] |